# Кубістичний автопортрет
«Кубісти́чний автопортре́т» — картина іспанського художника   Сальвадора Далі, написана у 1923 році. Зберігається у Театрі-музеї Сальвадора Далі у Фігерасі.

## Опис
Далі зображує себе в робітничій одежі, підкреслюючи свій бунтівний дух та зухвалий характер вирізкою з комуністичної газети «Юманіте», можливо, аби підтвердити свої заяви про захоплення ідеєю революції, і таким чином пов'язує предмет зображення з конкретним моментом історії та ідеології.
Картина датована 1923 роком, хоча вирізка зроблена з газети від 24 липня 1928 року. Як в геометричних формах картини в глибині майстерні, так і в самій газеті, і у схематичності рис автопортрету відчувається вплив Рафаеля Баррадаса, чиї роботи Далі бачив у студії художнього об'єднання «Атенеільо де Л'Оспіталет». У цей період Далі часто малює автопортрети, відтворюючи свій образ в сукупності характерних рис — брів, очей та бакенбардів.